# Lunjkovec
Lunjkovec falu Horvátországban, Varasd megyében. Közigazgatásilag Mali Bukovechez tartozik.

## Fekvése
Ludbregtől 8 km-re keletre, községközpontjától Mali Bukovectől 5 km-re délre a főutaktól távol fekszik. A tipikus egyutcás falvak közé tartozik, házainak zöme a nyugat-keleti irányú főutca mellett sorakozik. Csupán két rövid északi, illetve déli irányú utcácskája van.

## Története
Egyes források megemlítik, hogy a 15. században Martinić és Lunjkovec között egy Lonka nevű  erődítmény állt, melyet Hunyadi Mátyás serege rombolt le 1471-ben. 1643-tól ez a terület a Draskovich család birtoka lett. A települést 1671-ben „Lunkovec” néven említik először, a veliki bukoveci uradalomhoz tartozott. A 17. században lakói letelepedésük fejében adómentességet élveztek.
1857-ben Lunjkovecnek 177, 1910-ben 321 lakosa volt. 
1920-ig Varasd vármegye Ludbregi járásához tartozott. Lakosságának maximumát 1961-ben érte el, amikor 335 lakosa volt.  2001-ben a falunak 62 háza és 241 lakosa volt, akik főként mezőgazdasággal foglalkoztak.

## Nevezetességei
- A falutól északra fekvő Križančiji erdőben áll a Draskovich grófok Szent Magdolna tiszteletére szentelt 18. századi barokk temetőkápolnája.
- A falu nyugati végén levő útkereszteződésben 1909-ben készített kereszt áll.
- Fennmaradt néhány ház a 20. század elejéről.

## Külső hivatkozások
- A község hivatalos oldala